# گانریو-جیما

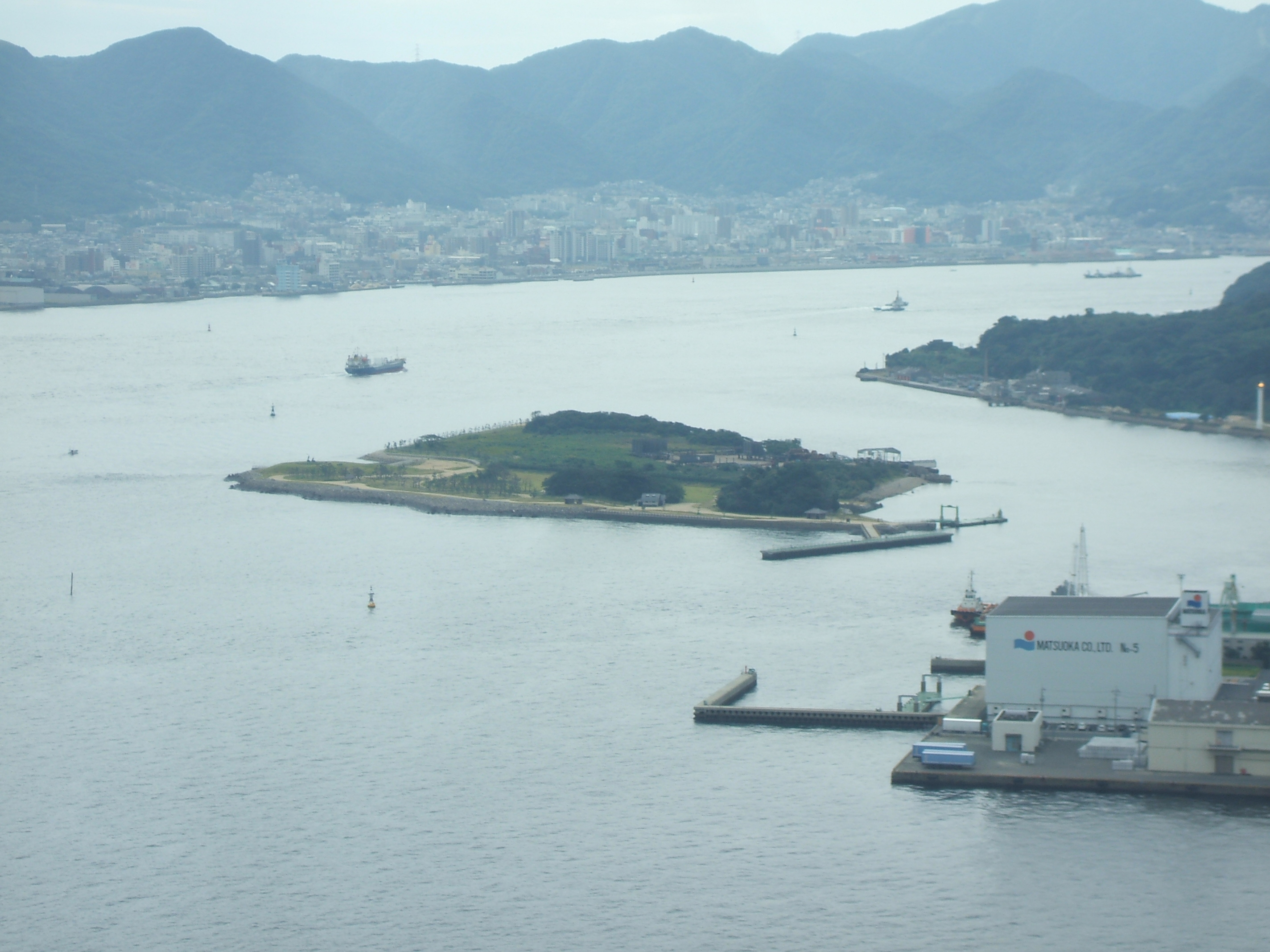
منظره ای از جزیره گانریو جیما

گانریو جیما (به ژاپنی: 巌流島 Ganryū-jima)، یک جزیره در ژاپن است که بین هونشو و کیوشو واقع شده است، و از طریق کشتی از بندر شیمونوسکی، یاماگوچی (下関港) قابل دسترسی است.